# Agnieszka Czopek
Agnieszka Ewa Czopek-Sadowska, née le 9 janvier 1964 à Krzeszowice, est une nageuse polonaise.

## Carrière
Agnieszka Czopek est médaillée de bronze de 400 mètres 4 nages aux Jeux olympiques de 1980 à Moscou. Elle participe aussi au 200 mètres dos mais ne sort pas des séries de qualification. 
L'année suivante, elle remporte deux médailles de bronze aux championnats d'Europe de natation 1981, l'une en 200 mètres papillon et l'autre en 400 mètres 4 nages. Elle est sacrée à 14 reprises championne de Pologne. 